# Filiz Ahmet
Filiz Ahmet (Skoplje, 15. travnja 1981.), sjevernomakedonska i turska kazališna i filmska glumica, rođena u Makedoniji. Najpoznatija je po ulozi Nigar Kalfe u turskoj TV seriji Sulejman Veličanstveni i Zarife u Zbogom, Rumelijo.

## Rani život
Filiz Ahmet rođena je u Skoplju, SR Makedonija. Turskog je podrijetla. Ima dvostruko državljanstvo, makedonsko i tursko. Mati joj radi kao voditeljica, a njezin djed Lüftü Seyfullah bio je makedonski scenski glumac i suosnivač makedonsko-turskog kazališta. 
Zbog velikosrpske vojne kampanje 1990-ih, djetinjstvo nije provela u domovini, nego je radi udaljavanja od sukoba, njezina obitelj odlučila je otići u Švedsku. Ahmet se je vratila poslije u Makedoniju, kad joj je bilo 15 godina. 
Ahmet govoriti makedonski, albanski, turski, švedski, engleski, srpski i bugarski jezik.

## Filmografija

### Filmovi
- Bal Kaymak
- Görevimiz Tatil
- Sonsuz Aşk
- Kendime İyi Bak
- Kadın İşi Banka Soygunu
- Mutlu Aile Defteri
- Aşk Tutulması
- Başka Semtin Çocukları
- Amor de familia

### Serije
- Hayat Şarkısı
- Ruhumun Aynası
- Muhteşem Yüzyıl
- Balkan Düğünü
- Elveda Rumeli  (Zbogom, Rumelijo)
- Zavedeni

## Vanjske poveznice
- Službena stranica  Arhivirana inačica izvorne stranice od 3. veljače 2011. (Wayback Machine)
- Službeni YouTube kanal